# Зайбель, Клауспетер
Клауспетер Зайбель (нем. Klauspeter Seibel; 7 мая 1936, Оффенбах — 8 января 2011, Гамбург) — немецкий дирижёр.
Окончил Нюрнбергскую высшую школу музыки (1956) как пианист. Затем продолжил образование в Мюнхенской высшей школе музыки (1956—1958) у Розль Шмид (фортепиано), Карла Хёллера (композиция), Курта Айххорна и Г. Э. Лессинга (дирижирование). Дебютировал как дирижёр в спектаклях оперетты мюнхенского Театра на Гертнерплац, где сперва работал как корепетитор.
В 1963—1965 годах дирижёр Фрайбургской оперы. Затем, после работы в Любеке, Касселе и Франкфурте-на-Майне, в 1975 году вернулся во Фрайбург как генеральмузикдиректор. С 1978 года первый капельмейстер (заместитель главного дирижёра Кристофа фон Донаньи) в Гамбургской опере, одновременно преподавал дирижирование в Гамбургской высшей школе музыки и театра. В 1980—1988 годах главный дирижёр Нюрнбергского симфонического оркестра. В 1987—1995 годах генеральмузикдиректор Киля.
В 1995 году Зайбель стал первым главным дирижёром возрождённого музыкантами Луизианского филармонического оркестра. Во главе этого коллектива он находился до 2005 года, оставив по себе добрую память. В дальнейшем до конца жизни был главным приглашённым дирижёром оркестра, проводя с ним два концерта в год.